# Jean Cocteau, cinéaste
Pour plus de détails, voir Fiche technique et Distribution.
Jean Cocteau, cinéaste est un documentaire français réalisé par François Chayé, sorti en 2001.

## Synopsis
Après une brève introduction sur son enfance et sa jeunesse, le documentaire dresse un portrait du poète cinéaste Jean Cocteau, en rendant compte de son engagement, de sa passion, de sa curiosité toujours grandissante pour le cinéma dans les années 30. À ses débuts, isolé, fort décrié même par les Surréalistes dont André Breton, il bénéficia par la suite du soutien indéfectible de la Nouvelle Vague française et des Cahiers du Cinéma comme le rappelle Claude-Jean Philippe.

## Fiche technique
- Titre original : Jean Cocteau, cinéaste
- Réalisation : François Chayé
- Auteure : Sandrine Treiner
- Chef opérateur : Georges Bailey
- Son : Jean Moretti
- Montage : Anna Bost
- Mixage : Cristinel Sirli / Creative Sound Paris
- Étalonnage : Vincent Hubert / Riff Productions
- Directrice de production : Hélène Carles
- Assistante de production : Maria Da Silva
- Administration de production : Laura Cavaciuti et Claude Roy
- Producteur délégué : Les Films Pénélope Leslie F. Grunberg
- Société de production / diffusion : Les Films Pénélope, TV10 Angers, Cinéclassics
- Archives : INA - Carolle Weisweiller - CLT UFA Studiocanal
- Pays d’origine :  France
- Langue originale : français
- Format : vidéo — couleur et noir et blanc— son monophonique
- Genre : documentaire
- Durée : 52 minutes
- Date de sortie :   France 2001

## Participants
- Claude-Jean Philippe, historien du cinéma

- Jean-Luc Godard, réalisateur

- Claude Arnaud, romancier biographe

- Jean Marais, comédien

- Jean Delannoy, réalisateur[1]

- Mila Parély, comédienne[2]

- Henri Alekan, directeur de la photographie[3]

- Claude Pinoteau, réalisateur[4]

- Nicole Stéphane, comédienne[5] productrice

- Carole Weisweiller[6], auteure productrice

- Marie-Josèphe Yoyotte, chef-monteuse[7]

## Extraits filmiques
Films de Jean Cocteau :
- Le Sang d’un poète (1932) - La Belle et la Bête (1946) - Orphée (1950) - Le Testament d’Orphée (1960)

Autres films :
- Les Enfants terribles de Jean-Pierre Melville, scénario de Cocteau (1950)
- Jean Cocteau, autoportrait d’un inconnu d’Edgardo Cozarinski (1983)
- Jean Marais par Jean Marais de Jean-Christophe Rosé et Carole Weisweiller (1995)
- Projection au Majestic d’Yves Kovacs (1997)
- Jean Cocteau, mensonges et vérités de Noël Simsolo (1996)

## Autour du film
À l'aide de témoignages de collaborateurs et d'historiens, de photos, d'images d'archives cinématographiques et télévisuelles, Jean Cocteau cinéaste propose une remise en perspective pertinente de l’œuvre selon un ordre chronologique.
Du Sang d'un poète en 1930 au Testament d'Orphée en 1959, Jean Cocteau n'aura réalisé que six films, avec la postérité que l'on sait et qui sont, en tout état de cause, bien moins hermétiques que l’on pourrait croire.
Son film d’avant-garde onirique Le Sang d’un poète, « film fait de bric et de broc » selon les dires de l’auteur lui-même, sera déclaré comme trop expérimental et accusé de plagiat de L’âge d’or de Luis Buñuel. Déçu, Cocteau restera en retrait durant plus de dix ans. Il fit son retour en 1943 pour adapter au cinéma la grande histoire d’amour de Tristan et Yseult et faire jouer Marais dans L’Éternel Retour réalisé par Jean Delannoy.
Du reste c’est sur son rôle de mentor que Claude Arnaud, son biographe, insiste avec raison. Cocteau voulait faire de ses acteurs des figures légendaires et il y réussit avec Marais devenu une icône populaire sous son masque de bête. En parlant des anecdotes et trouvailles du tournage de La Belle et la Bête, le documentaire donne à voir un aperçu de la vivacité créatrice de Cocteau. Avec l’aide de son directeur de la photographie, Henri Alekan, il réussit à obtenir une lumière à la Vermeer, sans la copier.
La mythologie grecque a toujours inspiré Cocteau et en particulier le mythe d’Orphée qu’il transposa à l’époque moderne dans son film Orphée (1950) en développant une riche symbolique : « Les miroirs sont les portes par lesquelles entre la mort. Regardez-vous toute votre vie dans un miroir et vous verrez la mort travailler sur vous ».
C’est par amitié que Francine Weisweiller finança le tournage des Enfants terribles (1950) et c’est pour la remercier que Cocteau réalisa les fresques de la villa Santo Sospir, à Saint-Jean-Cap-Ferrat.
À l’affût de la nouveauté toute sa vie, en homme libre et provocateur, réalisa avec le soutien financier de François Truffaut son dernier film Le Testament d’Orphée : « le film qui donne la clé de tout le reste » dit Claude-Jean Philippe, sorte de songe éveillé entre rêves et cauchemars, invitant le spectateur à partager son rêve narcissique et poétique dans l’obsession d’un au-delà. 
« Faite semblant de pleurer mes amis puisque les poètes font semblants d’être morts »